# Ochlokracja
Ochlokracja (stgr. ὀχλοκρατία ochlokratia – rządy tłumu, od ὄχλος óchlos – tłum, motłoch i κρατέω kratéõ – władam) – rządy motłochu, tłumu ciemnego pospólstwa; panowanie gminu ulicznego, gminowładztwo.

## W starożytności
Forma rządów polegająca na sprawowaniu zwierzchniej władzy przez tłum; zwyrodniała postać demokracji. Określenie o negatywnym charakterze powstałe w kręgach greckich oligarchów, którzy w propagandzie politycznej posługiwali się nim dla odróżnienia i podkreślenia „właściwego” (z ich punktu widzenia) ustroju demokratycznego. Natomiast Arystoteles i Platon opisywali sprecyzowaną przez Polibiusza formę władzy kontrolowanej przez najniższe warstwy społeczne jako demokrację w odróżnieniu od politei.
W niektórych greckich polis ukształtowała się forma rządów zagrażająca klasie średniej, a w tak przekształcających się społecznościach pojawiło się zagrożenie dyktaturą ubogich, najniższych warstw zbiorowości, stanowiących większość. Tak ukonstytuowana władza prowadziła politykę rabunku majątku osób zamożnych wraz z jego rozdawnictwem. Działania te legitymizowała wola większości, czasami egzekwowana przemocą.

## Współcześnie
Nowożytna definicja ochlokracji sformułowana została przez J.J. Rousseau w pracy „Rozprawa o pochodzeniu i podstawach nierówności między ludźmi” i traktacie „Umowa społeczna”. Ujęcie Rousseau obejmuje formę władzy sprawowanej bezpośrednio przez lud i tak pojmowana jest przez lewicowych rewolucjonistów, prowadzącą do całkowitej redystrybucji dóbr, realizowanej bez udziału instytucji przedstawicielskich. We współczesnej politologii termin ochlokracja wyparło, zdefiniowane przez Jacoba Leib Talmona w pracy „The Origins of Totalitarian Democracy” określenie demokracja totalitarna. U źródeł ochlokracji leży wywołująca postawy roszczeniowe nierówność społeczna, która dzięki demagogicznemu populizmowi prowadzi do komunizującej dyktatury i tyranii. Za przykład J.L. Talmon podaje ideologie utopijnego komunizmu i praktykę rewolucji francuskiej i rosyjskiej. Organami władzy są bezpośrednio wybierane rady, bez udziału polityków, elit, urzędników i parlamentarzystów (rządy jakobinów czy Rada Komisarzy Ludowych RFSRR), co prowadzi do terroru. Jednakże społeczny entuzjazm wobec takiego ustroju nie wytrzymuje próby czasu wskutek niekompetencji politycznej i ekonomicznej rządzących, prowadzącej do katastrofy gospodarczej.
Ochlokrację charakteryzuje odrzucenie prawa do szczęścia i własności jednostki dla dobra niższych warstw społecznych (kolektywu, proletariatu, sankiuloterii), negacja status quo własności (rozdawnictwo, nacjonalizacja, zniesienie własności prywatnej), brak klasy politycznej i płatnego aparatu urzędniczego zastąpionych głosowaniami powszechnymi, realizującymi aspiracje ludu wyrażane w strajkach, manifestacjach czy przez przewroty. W ustroju takim panuje niczym nieograniczone swoboda kontestowania ustanowionej władzy (manifestacje), w imię najwyższego celu, jakim jest wyłączne dobro najniższych warstw społecznych („wykluczonych”), zaś lud stoi ponad prawem (naturalnym, stanowionym oraz władzą sądowniczą – zastąpioną przez samosądy, egzekucje).
Nieskrępowany rozwój ochlokracji prowadzi do powstania oligarchii albo do anarchii i w konsekwencji do tyranii.